# Bolboleaus houstoni
Bolboleaus houstoni là một loài bọ cánh cứng trong họ Geotrupidae. Loài này được miêu tả khoa học năm 1985 bởi Howden.